# Хейбършам (окръг, Джорджия)
Окръг Хейбършам (на английски: Habersham County) е окръг в щата Джорджия, Съединени американски щати. Площта му е 723 km², а населението - 36 903 души. Административен център е град Кларксвил.